# Desmanthus oligospermus
Desmanthus oligospermus är en ärtväxtart som beskrevs av Townshend Stith Brandegee. Desmanthus oligospermus ingår i släktet Desmanthus och familjen ärtväxter. Inga underarter finns listade i Catalogue of Life.